# Trakanić
Trakaniq en albanais et Trakanić en serbe latin (en serbe cyrillique : Траканић) est une localité du Kosovo située dans la commune/municipalité de Gjakovë/Đakovica, district de Gjakovë/Đakovica (Kosovo) ou de Pejë/Peć (Serbie). Selon le recensement kosovar de 2011, elle compte 349 habitants.

## Démographie

### Évolution historique de la population dans la localité
| 1948 | 1953 | 1961 | 1971 | 1981 | 1991 | 2011 |
| ---- | ---- | ---- | ---- | ---- | ---- | ---- |
| 192  | 215  | 240  | 289  | 401  | 485  | 349  |

|  |

### Répartition de la population par nationalités (2011)
En 2011, les Albanais représentaient 92,84 % de la population.